# دیوید تامسون (کاشف)
دیوید تامپسون (انگلیسی: David Thompson؛ زاده ۳۰ آوریل ۱۷۷۰ – درگذشته ۱۰ فوریهٔ ۱۸۵۷) یک نقشه‌نگاری اهل کانادا بود.